# Sarah Hardcastle
Sarah Lucy Hardcastle, född 9 april 1969 i Chelmsford, är en brittisk före detta simmare.
Hardcastle blev olympisk silvermedaljör på 400 meter frisim vid sommarspelen 1984 i Los Angeles.